# Lew Jenkins
Verlin E. “Lew” Jenkins (Milburn, 4 dicembre 1916 – 30 ottobre 1981) è stato un pugile statunitense, campione del mondo dei pesi leggeri tra il 1940 e il 1942.

## Carriera
Professionista dal 1935. Si batté contro i migliori pugili della propria categoria, arrivando a sconfiggere Lou Ambers, di cui fu la bestia nera, nel 1940, in un incontro valido per il mondiale dei leggeri. Ambers fu sconfitto per KOT al 3º round al Madison Square Garden, dopo aver subito quattro atterramenti. 
Nel mese di luglio, dopo essere andato al tappeto sette volte, Jenkins fu sconfitto per knock-out tecnico al sesto round dal fuoriclasse Henry Armstrong, appena spodestato dal trono dei pesi welter, in un match senza titolo in palio.  
Difese per la prima volta la corona dei leggeri nel novembre 1940 mettendo KO Peter Lello al secondo round. Il mese successivo incontrò il nuovo campione mondiale dei welter, Fritzie Zivic, con il quale pareggiò in dieci riprese. Poi concesse la rivincita ad Ambers, senza titolo in palio, battendolo nuovamente per KOT alla settima ripresa, dopo averlo atterrato per due volte.
Il 19 dicembre 1941, al Madison Square Garden di New York, Jenkins perse il titolo mondiale dei leggeri, alla seconda difesa, contro Sammy Angott, ai punti in quindici riprese. Dopo questa sconfitta ne infilò altre sette consecutive, tra le quali una volta con Marty Servo e un'altra con Henry Armstrong per KOT all'ottavo round, dopo essere andato al tappeto otto volte.
Jenkins interruppe la carriera dagli inizi del 1943 alla fine del 1945, perché arruolato nell'esercito degli Stati Uniti durante la Seconda guerra mondiale. Fu decorato con la Silver Star. Al rientro, non riuscì a riprendere l'attività pugilistica agli stessi livelli. Perse i due ultimi incontri, nel 1950, contro il giovane Carmen Basilio (ai punti con verdetto contrastato) e contro Beau Jack.
La rivista Ring Magazine lo ha classificato al 62º posto in un proprio elenco dei primi 100 picchiatori di ogni epoca. La International Boxing Hall of Fame lo ha riconosciuto fra i più grandi pugili di ogni tempo.